# Sośnica (województwo zachodniopomorskie)
Sośnica (niem. Herzberg) – wieś sołecka w Polsce położona w województwie zachodniopomorskim, w powiecie drawskim, w gminie Wierzchowo. W latach 1975–1998 miejscowość administracyjnie należała do województwa koszalińskiego. W roku 2007 wieś liczyła 219 mieszkańców. 
Osady wchodzące w skład sołectwa:
- Knowie
- Króle

## Geografia
Wieś leży ok. 7,5 km na południowy wschód od Wierzchowa, przy drodze wojewódzkiej nr 177, między Czaplinkiem a Mirosławcem.

## Komunikacja
Na północ od wsi znajduje się nieczynny przystanek kolejowy byłej linii kolejowej nr 416.